# Pentazol
Pentazol je heterocyklická sloučenina obsahující kruh z pěti dusíkových atomů, kde je na jeden z nich navázán vodík. Jedná se o anorganickou sloučeninu, ale také o poslední součást řady jinak organických azolů, kterou tvoří pyrrol (jeden dusík v pětičlenném kruhu), imidazol (dva dusíky na nesousedících místech), pyrazol (dva dusíky na sousedících místech), triazoly (tři dusíky), tetrazol (čtyři dusíky), a pentazol.

## Deriváty
K pentazolům se řadí i substituované deriváty „základního“ pentazolu; jedná se o nestálé a často výbušné sloučeniny. Prvním připraveným pentazolem byl fenylpentazol, u něhož je pentazolový kruh stabilizován konjugací s fenylovým kruhem. Jedním z nejstálejších pentazolů je 4-dimethylaminofenylpentazol, který se ale stále za teplot nad 50 °C rozkládá.
Arylované pentazoly lze stabilizovat skupinami dodávajícími elektrony.

## Ionty
Cyklický pentazoliový kation (N +
5 ) nebyl zachycen, jelikož je antiaromatický; zatímco soli izomerního acyklického pentazeniového kationtu popsány jsou. Roztoky obsahující cyklické ionty N -
5  lze vytvořit rozkladem arylovaných pentazolů za nízkých teplot; přítomnost N5H a N -
5  je možné prokázat pomocí 15N NMR produktů rozkladu.
Několik autorů tyto výsledky zpochybnilo, ale následující experimenty zahrnující podrobnou analýzu produktů rozkladu, doplněné o výpočetní studie, původní výsledky potvrdily.
Životnost pentazolidového aniontu ve vodném roztoku je bez komplexačních činidel v řádu sekund. Objev pentazolů podnítil snahu o vytvoření solí obsahujících pouze dusík, jako například N +
5 N -
5 , jež by mohly mít využití jako palivo ve vesmírných lodích.
V roce 2002 byl, pomocí hmotnostní spektrometrie s elektrosprejovou ionizací, poprvé detekován pentazolátový anion; roku 2016 se jej podařilo zachytit také v roztoku.
V roce 2017 byly získány bílé krystaly pentazolátové soli (N5)6(H3O)3(NH4)4Cl. N −
5  kruhy jsou v této soli rovinné. Délky vazeb v kruhu činí 130,9 pm, 131,0 pm, 131,0 pm, 132,4 pm, a 132,4 pm. Za teplot nad 117 °C se rozkládá na azid amonný.
Pentazolátový ion lze také vytvořit za vysokých tlaků. V roce 2016 byla připravena sůl CsN5 stlačením na 60 GPa a laserovým zahříváním CsN3 uzavřeného v molekulárním dusíku. Pentazolát byl metastabilní při snižování tlaku až na 18 GPa. V roce 2018 byla provedena příprava LiN5 z lithia a molekulárního dusíku za tlaku nad 45 GPa. Vzniklá sloučenina byla stálá i za běžného tlaku.